# Kento Sugino
Kento Sugino (født 25. februar 1992) er en japansk fodboldspiller.
Han har spillet for flere forskellige klubber i sin karriere, herunder Fukushima United FC.